# موسباخ
موسباخ (به آلمانی: Moßbach) یک شهر در آلمان است که در زاله-ارلا واقع شده‌است. موسباخ ۴۳۱ نفر جمعیت دارد.